# Турецька абетка
Сучасний турецький алфавіт на основі латинської графіки прийнято 1928 року в рамках реформи турецької мови, що розпочав Ататюрк.
Туреччина, щоб ідеологічно обґрунтувати національну ідею турецької держави, перейшла з арабської на латинську абетку.
Символи сучасного турецького алфавіту запозичено з різних алфавітів Європи: шведського, німецького, албанського, румунського та інших.
Турецька абетка має 29 літер.

## Таблиця
| Буква | МФА      | Українська практична транскрипція                                                                                         |
| ----- | -------- | --- |
| A a   | [a]      | а, я |
| B b   | [b]      | б |
| C c   | [ʤ͡]      | дж |
| Ç ç   | [ʧ͡]      | ч |
| D d   | [d]      | д |
| E e   | [e], [æ] | е |
| F f   | [f]      | ф |
| G g   | [g], [ɟ] | ґ |
| Ğ ğ   |          | г |
| H h   | [h]      | г, х |
| I ı   | [ɯ]      | и |
| İ i   | [i]      | і |
| J j   | [ʒ]      | ж |
| K k   | [k], [c] | к |
| L l   | [ɫ], [l] | л, ль |
| M m   | [m]      | м |
| N n   | [n]      | н |
| O o   | [o]      | о |
| Ö ö   | [ø]      | о (на початку слова та після голосних), ьо (після приголосних)                                                            |
| P p   | [p]      | п |
| R r   | [r]      | р |
| S s   | [s]      | с |
| Ş ş   | [ʃ]      | ш |
| T t   | [t]      | т |
| U u   | [u]      | у, ю |
| Ü ü   | [y]      | у (на початку слова та після голосних), ю (після приголосних)                                                             |
| V v   | [v]      | в |
| Y y   | [j]      | й; в групі «y + голосний» передається відпов. йотованими голосними (є, ї, ю, я) згідно з правилами українського правопису |
| Z z   | [z]      | з |

1. 1 2  Над голосними a, i, u може вживатися надрядковий знак циркумфлекс (^), або тур. düzeltme işareti, «знак корекції». Подібно до крапок російської букви ё, він вважається необов'язковим, тому у багатьох виданнях, якщо і вживається, то лише для уникнення омонімії; але на відміну від ё, букви з цим знаком не є самостійними літерами алфавіту. Знак корекції використовується у запозичених словах, де він позначає подовження голосного (у словах арабського та перського походження) та/або пом'якшення попереднього приголосного (лише g, k та l перед â та û). При передачі власних імен українською пом'якшення зазвичай зберігається, наприклад тур. Elâzığ — «Елязиг».
2. ↑  Буква ğ (тур. yumuşak ge, «м'яке ге») позначає спірну фонему, що раніше вимовлялася близько до українського [г]. Але за винятком деяких діалектів, у сучасній вимові ğ майже втратила власне звукове значення. У позиції між двома голосними переднього ряду (e, i, ö, ü) ця буква може читатися як [ј], у решті випадків — позначає подовження попереднього голосного. На початку слів не зустрічається. При передачі власних імен українською традиційно передається буквою г, наприклад тур. Erdoğan — «Ердоган».
3. ↑  Згідно з чинним українським правописом у словах іншомовного походження «g і h звичайно передаються літерою г», однак на практиці для багатьох турецьких власних імен існує усталене українське написання з літерою х. Наприклад, тур. Hatay — «Хатай».

## Абетки на основі турецької
- Азербайджанський алфавіт (додані літери Əə, Qq, Xx)
- Гагаузький алфавіт (додані літери Ää, Êê, Ţţ)
- Кримськотатарський латинський алфавіт (додані літери Qq, Ññ)